# Seminario vescovile di Mantova
Il Seminario vescovile è l'istituzione della diocesi di Mantova in cui vengono formati i futuri presbiteri per il servizio pastorale della stessa diocesi. 
Fu istituito nel 1594 dal vescovo Francesco Gonzaga. Contiguo al Duomo, permetteva ai chierici l'immediata partecipazione alle funzioni liturgiche. Intorno al 1830 subì un importante rinnovo su iniziativa dei vescovi Gerolamo Trenti e Giuseppe Maria Bozzi e ad opera dell'architetto Giovanni Battista Vergani che erigeva un imponente edificio in stile neoclassico con un cortile a doppia loggia. Il successore Giovanni Battista Bellè cercò di restaurare gli edifici originali rimasti che adibì a Seminario minore. 
Venne frequentato da Enrico Tazzoli, futuro docente di storia e filosofia, e Bartolomeo Grazioli, ambedue patrioti dei Martiri di Belfiore, inoltre dal futuro cardinale Lucido Maria Parocchi e dai futuri filosofi Giuseppe Pezzarossa e Roberto Ardigò. Don Giambattista Casnighi, patriota, ne fu rettore nel 1845, Luigi Martini dal 1849 al 1854 e nuovamente dal 1859 fino alla soppressione del seminario nel 1870. 
Seguirono anni tortuosi sotto mons. Pietro Rota, vescovo di Mantova dal 1871 al 1879. Riaprì il seminario nel 1872, ma dopo ispezioni governative fu costretto a sopprimere l'insegnamento ginnasiale già l'anno seguente e a chiudere il seminario nel 1876 a causa dell'esistenza di un corso illegale di studi liceali e dell'uso di programmi d'insegnamento insufficienti. Riuscì a riaprire il seminario di nuovo nel 1878.
Rettore è don Lorenzo Rossi.